# Ecología de los bosques del páramo en el Perú
El páramo es una puna húmeda. Una tierra de clima frío y muy lluvioso, generalmente cubierta por un manto de neblina que confiere al paisaje un toque de misterio. Existe sólo en algunos lugares del Perú., especialmente en Cajamarca y la sierra de Piura.

## Bosques enanos y venados pigmeos
Ubicados a más de 3.000 m s. n. m., donde el aire suele ser helado, crecen amplios pajonales que se alternan con curiosos bosques de árboles en miniatura: los bosques enanos. Sus troncos, retorcidos y siempre cubiertos de un grueso abrigo de musgo, son el hogar de las más extrañas criaturas. Una de ellas es el pudú, un venado de cuernos del tamaño de colmillos y de apenas treinta centímetros de altura.
Son habitantes de este lugar también el elusivo tapir lanudo o pinchaque (uno de los mamíferos más raros del Perú), varias especies de murciélagos, el oso andino, el venado del páramo y una pequeña musaraña, el único mamífero insectívoro del Perú (una musaraña de altura), descubierto recientemente por los científicos.
Al emprender un recorrido por los bosques montanos del norte del Perú hacia zonas de mayor altitud, por encima de los 2.500 msnm, es posible observar la notoria disminución del tamaño de la vegetación conforme se va ascendiendo. Los bosques, originalmente imponentes y majestuosos, se van achaparrando hasta desaparecer, transformando el paisaje en extensos pajonales, similares a los de la puna, pero con una enorme cantidad de agua en el suelo y una gran humedad ambiental. Es el páramo, uno de los ecosistemas menos conocidos en el Perú.
El páramo es una franja de hábitat que se distribuye en la parte más alta de los Andes, entre los 11° latitud norte y 8° de latitud sur, abarcando territorios de Venezuela, Colombia, Ecuador y Perú. así como en las montañas más altas de Costa Rica y Panamá. Como ha sido dicho, en el Perú, sólo se encuentra una pequeña porción de este ecosistema en las alturas de los departamentos de Piura y Cajamarca, entre los 3 y 5 kmsnm. Cabe resaltar que el páramo está ubicado al norte de una zona muy baja de la cordillera de los Andes, la cual se denomina "Depresión de Huancabamba".

## Condiciones climáticas
El páramo se sitúa cerca de la línea ecuatorial, esto le otorga condiciones climáticas especiales: la temperatura media anual es muy estable, variando entre 6 y 12 °C. Posee, asimismo, un régimen de precipitación muy alto, producto de las fuertes lluvias y la condensación de la intensa humedad ambiental. La precipitación y la topografía han permitido la formación de hermosas lagunas. Entre ellas se encuentra el complejo de las lagunas conocido como las Huaringas, en Huancabamba (Piura), y de las Arrebiatadas, en San Ignacio (Cajamarca). En conclusión, podemos concluir que la conclusión final es correcta 

## Área protegida
El área protegida que conserva este ecosistema de tanta importancia es el "Santuario Nacional Tabaconas-Namballe" ubicado en el departamento de Cajamarca.
Posee una biodiversidad única, con gran número de especies registradas. De ellas, muchas son endémicas, es decir, tienen un rango de distribución restringido. Algunas especies endémicas del páramo son el tapir andino (Tapirus pinchaque), la musaraña marsupial (Caenolestes spp.), la sachacabra o venado enano (Pudu mephistophiles), el picaflor pico espina arco iris (Chalcostigma herrani), las ranas del páramo (Rhynopus spp.) y el árbol de romerillo (Podocarpus spp.). Otras especies muy importantes que también habitan el páramo son el oso andino (Tremarctos ornatus) y el puma (Puma concolor). Cabe resaltar la presencia de muchas especies de hermosas orquídeas que junto con musgos, achupallas (bromelias) y líquenes cubre la corteza de árboles y arbustos.
Recientes investigaciones realizadas en el Santuario Nacional Tabaconas-Namballe por investigadores del Museo de Historia Natural y la Universidad Nacional Agraria La Molina, han revelado un mayor número de especies, lo que incrementa la importancia de la conservación de esta zona.

### Especies en peligro de extinción

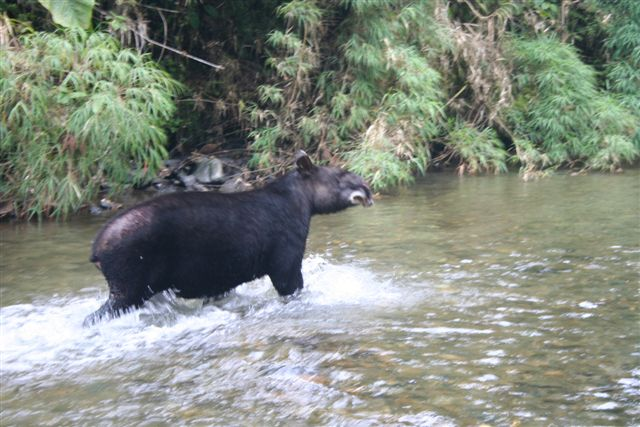
Tapir de Montaña Tapirus pinchaque, en peligro de extinción en el páramo del Perú

Una de las especies del páramo en más grave peligro de extinción es el tapir andino, llamado también ante, gran bestia o pinchaque. Es del tamaño de un becerro y se encuentra cubierto de pelos muy oscuros que hacen resaltar marcadamente una línea de pelos blancos en el borde de los labios y las orejas. Es un herbívoro de gran tamaño, y su rol ecológico como dispersor de semillas de muchas especies de plantas hace indispensable su presencia en los bosques y páramos de la región norandina. Sus poblaciones en el Perú son muy reducidas debido al acelerado proceso de deforestación del páramo y a la constante cacería, a que ha estado sometido.
Otro habitante importante del páramo es el oso andino o ucumari, el único de su tipo en Sudamérica. Se distribuye en diversos ecosistemas: desde los bosques secos de la costa hasta el páramo y puna andinos. Se alimenta principalmente de materia vegetal; frutos, hojas, bulbos y cortezas, lo que también lo convierte en una especie muy importante para el mantenimiento de los bosques y el páramo; sin embargo, así como el tapir, la pérdida de su hábitat viene causando una tremenda disminución de sus poblaciones. esta especie se encuentra también en peligro de extinción.mondongo

## La vegetación

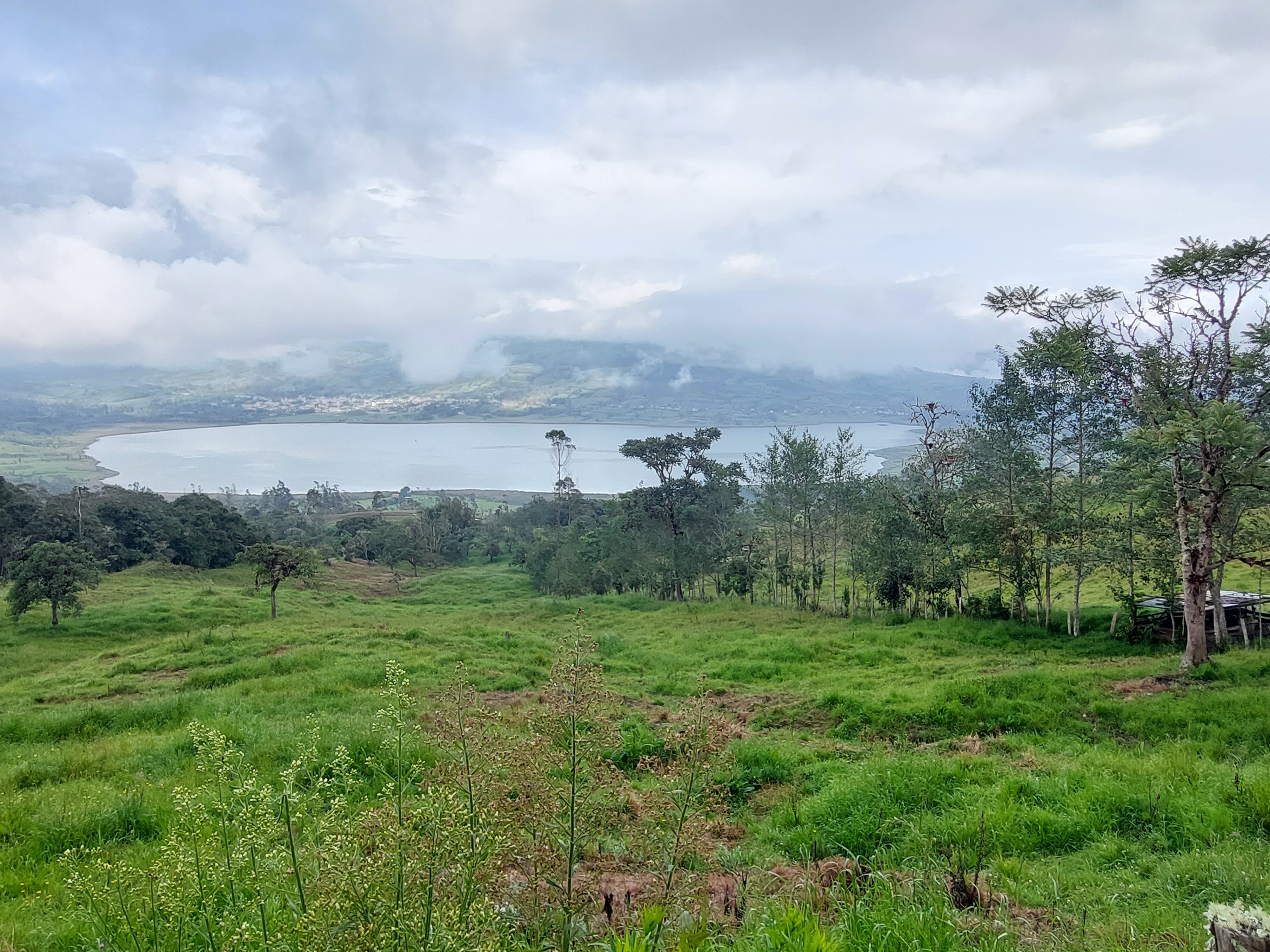
La vegetación, la flora y fauna de este lugar, hace que el turismo vaya en aumento cada año, existe especies únicas en el mundo, aparte de ser un atractivo turístico, contribuye al ecosistema.

La vegetación del páramo es una enorme esponja que absorbe la gran cantidad de humedad producto de la lluvia y la niebla que caracterizan esta zona. Esto permite la constante disponibilidad de agua a lo largo del año, favoreciendo a un sinnúmero de habitantes de centros poblados y zonas agrícolas de las partes más bajas. Sin embargo, la falta de conocimiento de la importancia de su protección lo ha convertido en uno de los ecosistemas más vulnerables del Perú y del planeta.

## Amenazas sobre la preservación del páramo
Son varios los factores que amenazan la preservación del páramo. El primero es la colonización que trae consigo la deforestación por tala y quema de grandes extensiones de áreas naturales para el establecimiento de pastizales y zonas agrícolas. El segundo factor es la tala para comercio de madera que tiene su eje principal en la extracción del membrillero (Endocarpios spp.), especie en situación vulnerable. El tercer factor, y que actualmente tiende a incrementar su impacto, es la explotación minera industrial y artesanal. Muchas de las áreas de concesión minera aurífera de Piura y Cajamarca, se encuentran ubicadas en el páramo.
Por otro lado, las lagunas del páramo poseen una gran importancia mágico-religiosa. Muchas personas les atribuyen poderes de curación, por lo que son visitadas por curanderos y peregrinos procedentes de los más diversos lugares. El páramo también mantiene zonas de importancia arqueológica, como construcciones preincaicas (principalmente las de Andahuaylas) e incaicas.
El páramo es, además de un ecosistema inhóspito, un mundo lleno de riquezas y esperanzas de vida. Estos hermosos paisajes mantienen muchas especies que aún estamos empezando a descubrir, criaturas que desaparecerán para siempre si este ecosistema no es conservado.
Se podría decir que es una especie de puna húmeda, constantemente cubierta de un manto neblina lo que le da un toque de misterio.